# تيسير فهمي
تيسير فهمي (18 مايو 1955 -)، ممثلة مصرية.

## عن حياتها
تخرجت من المعهد العالي للفنون المسرحية عام 1977، عملت في بدايتها في مسرح الشباب وفي بعض الأدوار السينمائية الصغيرة من أهم المسرحيات التي عملت فيها لما قالوا واوا، وليه وليه، حوريس، قدمت في التلفزيون الكعبة المشرفة، ينشر في جريدة رسمية، أبناء ولكن، رأفت الهجان.

### حياتها الخاصة
تزوجت من الدكتور «أحمد أبو بكر» الذي أنتج لها فيلمها الشيطان يجد حلا.

## أعمالها

### من الأفلام
- صيد الحيتان.
- يمين طلاق.
- دسوقي أفندي في المصيف.
- الشيطان يقدم حلا.
- السايس - فيلم قصير.
- الليلة الموعودة.
- العوامة 70.
- عشاق تحت العشرين.
- الصعود إلى الهاوية.
- غبي على الزيرو.
- التوت والنبوت.

### من المسلسلات
- خيال الظل
- بفعل فاعل.
- أماكن في القلب.
- عذارء البادية.
- بين القصرين.
- موعد مع الغائب.
- أبناء ولكن.
- رأفت الهجان.
- عنترة.
- العقاب.
- في حاجة غلط.
- الهاربة
- مسلسل لا إله إلا الله ج4
- ثلاثة في قطار - 1982م
- البحث عن فرصة
- مسلسل لعبة الأيام
- عصر الأئمة
- طيور بلا أجنحة
- مسلسل رحلة العمر
- ثلاثية الكهف والوهم والحب

### من التمثيليات التلفزيونية
- الرجل المناسب ... أحلام
- صحوة ضمير
- كلٌ في طريق
- رزق بتاع الترمس
- اماكن في القلب

### من المسرحيات
- حضرات السادة العيال.

## وصلات خارجية
- تيسير فهمي على موقع IMDb (الإنجليزية)
- تيسير فهمي على موقع الدهليز
- تيسير فهمي على موقع قاعدة بيانات الأفلام العربية